# Willem Jacob van Stockum

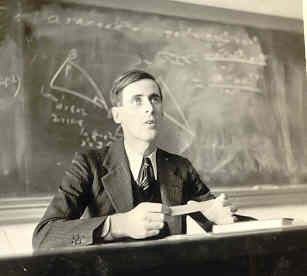
Willem Jacob van Stockum

Willem Jacob van Stockum (Hattem, 20 november 1910 – 10 juni 1944) was een Nederlands theoretisch natuurkundige die bijgedragen heeft aan de ontwikkeling van de algemene relativiteitstheorie.
In 1937 publiceerde Van Stockum een artikel waarin hij een van de eerste exacte oplossingen aandroeg voor Einstein's veldvergelijking. In zijn artikel modelleert hij het zwaartekrachtsveld veroorzaakt door een configuratie van roterende materie, de Van Stockum-stof, die rond een cilindrische symmetrieas draait. Met zijn artikel was Van Stockum waarschijnlijk een van de eerste die de mogelijkheid opmerkte van het bestaan van zogenaamde closed timelike curves, een van de vreemdste en meest verwarrende verschijnselen in de algemene relativiteitstheorie, iets wat later ook geopperd en verder bestudeerd werd door Kurt Gödel.

## Levensloop
Van Stockum werd geboren als zoon van Abraham van Stockum (3 juli 1864 - 29 december 1935) en Olga Emily Boissevain (27 oktober 1875 - 1 juni 1949). Zijn vader was een officier in de Koninklijke Marine. Willem Jacob had een jongere broer, Jan Maurits, en een oudere zus, de kinderboekenschrijfster Hilda van Stockum.
Aan het eind van de jaren 1920 verhuisde de familie (zonder de vader) van Nederland naar Ierland, alwaar Willem Jacob wiskunde studeerde aan Trinity College, dat deel uitmaakt van de Universiteit van Dublin. Daarna haalde zijn doctoraal (Master of Arts) aan de Universiteit van Toronto en zijn Ph.D aan de Universiteit van Edinburgh. Hij vertrok naar de Verenigde Staten in de hoop om bij Albert Einstein te kunnen studeren. Uiteindelijk kreeg hij daar begin 1939 een tijdelijke functie onder professor Oswald Veblen aan het in Princeton gevestigde Institute for Advanced Study.
Tijdens de Tweede Wereldoorlog werd Van Stockum opgeleid tot piloot en vloog hij in een bommenwerper. Op 6 juni 1944 nam Van Stockum deel aan de enorme aanvallen vanuit de lucht die de landing in Normandië ondersteunden. Hij sneuvelde op 10 juni 1944, tijdens zijn zesde gevechtsmissie. Het vliegtuig van Van Stockum en zijn bemanning werd vlak bij het doel geraakt door Duits luchtafweergeschut. Zijn vliegtuig stortte neer, waarbij alle zeven bemanningsleden omkwamen. Zij zijn begraven in Laval, niet ver de plaats waar zij neerkwamen.